# Extreme Rules (2011)
Extreme Rules là 1 pay-per-view (PPV) tổ chức bởi WWE ngày 1 tháng 5 năm 2011 tại St. Pete Times Forum, Tampa, Florida. Đây là Extreme Rules thứ ba diễn ra.

## Kết quả
| #                               | Các trận đấu                                                                 | Hình thức                                                          | Thời gian |
| ------------------------------- | ---------------------------------------------------------------------------- | ------------------------------------------------------------------ | --------- |
| Dark                            | Sin Cara đánh bại Tyson Kidd                                                 | Đấu đơn                                                            | N/A       |
| 1                               | Randy Orton đánh bại CM Punk                                                 | Last Man Standing Match                                            | 19:26     |
| 2                               | Kofi Kingston đánh bại King Sheamus (c)[a]                                   | Tables match tranh đai WWE United States Championship              | 9:11      |
| 3                               | Michael Cole và Jack Swagger đánh bại Jim Ross và Jerry Lawler               | Tag Team Country Whipping match                                    | 7:02      |
| 4                               | Rey Mysterio đánh bại Cody Rhodes                                            | Falls Count Anywhere match                                         | 11:43     |
| 5                               | Layla đánh bại Michelle McCool[b]                                            | No Disqualifications, Người thua phải rời WWE                      | 5:23      |
| 6                               | Christian đánh bại Alberto Del Rio                                           | Ladder match tranh đai không có chủ World Heavyweight Championship | 20:59     |
| 7                               | Big Show và Kane (c) đánh bại The Corre (Wade Barrett và Ezekiel Jackson)[c] | Lumberjack Match tranh đai WWE Tag Team Championship               | 4:17      |
| 8                               | John Cena đánh bại The Miz (c) và John Morrison                              | Steel Cage Triple Threat match tranh đai WWE Championship          | 19:53     |
| (c): nhà vô địch trước trận đấu |                                                                              |                                                                    |           |

- a  Tổng quản lý của Smackdown, Teddy Long bổ sung nó như 1 trận đấu trong sự kiện.